# Ichneumon nigricoxalis
Ichneumon nigricoxalis là một loài tò vò trong họ Ichneumonidae.